# Xã Maumelle, Quận Perry, Arkansas
Xã Maumelle (tiếng Anh: Maumelle Township) là một xã thuộc quận Perry, tiểu bang Arkansas, Hoa Kỳ. Năm 2010, dân số của xã này là 476 người.